# Liste des maires de Saint-Gaudens
La liste des maires de Saint-Gaudens présente la liste des maires de la commune française de Saint-Gaudens, située dans le département de la Haute-Garonne en région Occitanie (région Midi-Pyrénées jusqu'en 2015).

## Liste des maires

### Entre 1791 et 1944
| Période | Période | Identité                       | Étiquette | Qualité                                                    |
| ------- | ------- | ------------------------------ | --------- | ---------------------------------------------------------- |
| 1791    | 1792    | Jean Tatareau                  |           |                                                            |
| 1792    | 1794    | Pierre Montalègre              |           |                                                            |
| 1794    | 1795    | Morel Jean Pierre              |           |                                                            |
| 1795    | 1797    | François Mariande              |           |                                                            |
| 1797    | 1800    | Jean-Baptiste Duran            |           |                                                            |
| 1800    | 1813    | Jean-François Dispan de Floran |           |                                                            |
| 1813    | 1815    | Jean Marie Gabriel Duran       |           | Conseiller général de Saint-Gaudens Député                 |
| 1815    | 1825    | Jean Tatareau                  |           | Conseiller général de Saint-Gaudens                        |
| 1825    | 1830    | Adrien Lapène                  |           |                                                            |
| 1830    | 1840    | Jean-Baptiste Duran            |           |                                                            |
| 1840    | 1848    | Adrien Lapène                  |           |                                                            |
| 1848    | 1850    | Maurice Pelleport              |           |                                                            |
| 1850    | 1852    | Dr Milhet                      |           | Médecin                                                    |
| 1852    | 1860    | Jean-Pierre Barutaut           |           |                                                            |
| 1860    | 1865    | Cdt Deadde                     |           |                                                            |
| 1865    | 1870    | Urbain Couget                  |           |                                                            |
| 1870    | 1870    | Jean-Marie Loubens             |           |                                                            |
| 1870    | 1871    | Victor Camparan                |           | Médecin Conseiller général de Saint-Gaudens Sénateur       |
| 1871    | 1874    | Jean-Michel Pegot-Hogier       |           |                                                            |
| 1874    | 1876    | Achille Germain                |           |                                                            |
| 1876    | 1881    | Baptiste Abadie                |           |                                                            |
| 1881    | 1882    | Victor Camparan                |           | Médecin Conseiller général de Saint-Gaudens Sénateur       |
| 1882    | 1884    | Félix Mariande                 |           |                                                            |
| 1884    | 1921    | Jean Bepmale                   |           | Avocat Conseiller général de Saint-Gaudens Député Sénateur |
| 1921    | 1928    | Laurent Cazassus               |           | Conseiller général de Saint-Gaudens Député                 |
| 1928    | 1941    | Louis Payrau,                  | PRRRS     | Commerçant, entomologiste Adjoint au maire                 |
| 1941    | 1944    | Jean Champol                   |           |                                                            |

### Depuis 1944
Depuis la Libération, sept maires se sont succédé à la tête de la commune.
| Période          | Période          | Identité                              | Étiquette             | Qualité |
| ---------------- | ---------------- | ------------------------------------- | --------------------- | --- |
| 21 août 1944     | octobre 1947     | Pierre Ollé (1884-1960)               | SFIO                  | Médecin, résistant Conseiller général de Saint-Gaudens (1945 → 1949) |
| octobre 1947     | 24 novembre 1974 | Armand de Bertrand-Pibrac (1907-1974) | RPF puis UNR puis UDR | Avocat, magistrat Conseiller général de Saint-Gaudens (1967 → 1973) Décédé en fonction |
| 28 décembre 1974 | 20 mars 1989     | Jacques Ferjoux                       | RPR                   | |
| 20 mars 1989     | 25 mars 2001,    | Pierre Ortet                          | PS                    | Proviseur Député de la Haute-Garonne (1981 → 1993) Conseiller régional de Midi-Pyrénées Conseiller général de Saint-Gaudens (1973 → 1992) Maire de Villeneuve-de-Rivière (1971 → 1983) Président de Pyrénées Services Publics (1995 → 2000)                     |
| 25 mars 2001,    | 21 février 2008  | Philippe Perrot                       | UDF puis UMP          | Médecin Démissionnaire |
| 21 février 2008  | 17 mars 2008     | Jean-Claude Adrian,                   |                       | Responsable d'une agence de travail temporaire, conciliateur de justice Président de la délégation spéciale |
| 17 mars 2008     | 6 avril 2014     | Jean-Raymond Lépinay                  | PS                    | Professeur de faculté Premier adjoint au maire (1995 → 2000) Conseiller général de Saint-Gaudens (1998 → 2011) Vice-président du conseil général (2004 → 2011) Président de la CC du Saint-Gaudinois (2008 → 2016) Président de la mission locale Haute-Garonne |
| 6 avril 2014     | En cours         | Jean-Yves Duclos,                     | DVG                   | Cadre territorial Conseiller général (2011 → 2015) puis départemental de Saint-Gaudens (2015 → ) Maire de Villeneuve-de-Rivière (2001 → 2014) |

## Conseil municipal actuel
Les 33 sièges composant le conseil municipal ont été pourvus le 15 mars 2020 lors du premier tour de scrutin. Actuellement, il est réparti comme suit :